# Summer Nationals
Summer Nationals är det amerikanska punkrockbandet The Offsprings fjärde officiella EP, släppt den 5 augusti 2014 via skivbolaget Time Bomb Records. EP:n spelades in och släpptes i samband med bandets turné Summer Nationals och består av coverversioner av två Bad Religion-låtar och en Pennywise-låt. Summer Nationals var den första lanseringen av bandet fristående från Columbia Records sedan Smash från 1994.

## Bakgrund och inspelning
Summer Nationals spelades in och släpptes i samband med bandets turné Summer Nationals som hölls tillsammans med Bad Religion, Pennywise, The Vandals, Stiff Little Fingers och Naked Raygun. EP:n består av coverversioner av två Bad Religion-låtar och en Pennywise-låt. Summer Nationals är The Offsprings första EP sedan A Piece of Americana från 1998, den första lanseringen fristående från Columbia Records sedan Smash från 1994 samt den första lanseringen som inte Josh Freese är trumslagare på sedan Conspiracy of One från 2000.

## Mottagande
Sputnikmusic var positiva i sin recension av Summer Nationals och skrev att låtarna var välgjorda coverversioner. Dock efterfrågade recensenten att The Offspring skulle ha samma sorts energi när de spelade in sina egna låtar också. Sputnikmusic gav Summer Nationals 3,5 av 5 i betyg.

## Låtlista
| Nr           | Titel            | Kompositör     | Längd |
| ------------ | ---------------- | -------------- | ----- |
| 1.           | Do What You Want | Brett Gurewitz | 1:09  |
| 2.           | No Control       | Greg Graffin   | 1:47  |
| 3.           | No Reason Why    | Pennywise      | 2:43  |
| Total längd: | Total längd:     | Total längd:   | 5:39  |

## Medverkande
- Dexter Holland – sång och kompgitarr
- Noodles – sologitarr och sång
- Greg K. – elbas och sång
- Pete Parada – trummor

### Övriga medverkande
- Bob Rock – producent